# No Control
No Control ist das vierte Album der US-amerikanischen Punkrock-Band Bad Religion und wurde im November 1989 via Epitaph Records veröffentlicht.

## Entstehung
Aufgenommen wurde No Control im Juni 1989 im Tonstudio Westbeach Recorders in Hollywood. Während der Aufnahmen ist auch die spätere Single 21st Century (Digital Boy) entstanden, die erstmals auf dem Nachfolgealbum Against The Grain erschien. Stilistisch ist das Album näher am Hardcore Punk orientiert und schneller als der Vorgänger.
Mit Big Bang und You wurden zwei Titel des Albums für verschiedene Teile der Videospielreihe Tony Hawk’s als Soundtrack verwendet.

## Rezensionen
Das Album gilt in der Rückschau als eine der besten Veröffentlichungen der Band. So schrieb laut.de, dass es „nahtlos an die Qualität“ des Vorgängers Suffer anknüpfe, das „für alles Nachfolgende an melodischem Punkrock wegweisend war.“ Bei Allmusic erhielt das Album ebenfalls eine positive Wertung von 4,5 von 5 möglichen Punkten.
Ingo Knollmann, Sänger der Donots, wählte No Control als einflussreichstes Album seines Lebens in der 250. Ausgabe des Musikmagazines Visions, welches ebenso viele Musiker nach deren bedeutendsten Alben befragte.

## Titelliste
1. Change of Ideas (Graffin) – 0:55
2. Big Bang (Gurewitz) – 1:42
3. No Control (Graffin) – 1:46
4. Sometimes I Feel Like … (Gurewitz) – 1:34
5. Automatic Man (Gurewitz) – 1:40
6. I Want to Conquer the World (Gurewitz) – 2:19
7. Sanity (Gurewitz) – 2:44
8. Henchman (Graffin) – 1:07
9. It Must Look Pretty Appealing (Graffin) – 1:23
10. You (Gurewitz) – 2:05
11. Progress (Graffin) – 2:14
12. I Want Something More (Gurewitz) – 0:47
13. Anxiety (Graffin) – 2:08
14. Billy (Gurewitz) – 1:54
15. The World Won’t Stop (Graffin) – 1:57